# Adelopoma bakeri
Adelopoma bakeri is een slakkensoort uit de familie van de Diplommatinidae. De wetenschappelijke naam van de soort werd voor het eerst geldig gepubliceerd in 1942 door Bartsch en Morrison.